# Ray Eames
Ray Bernice Alexandra Eames (Aussprache [ˈiːmz]), geborene Kaiser (* 15. Dezember 1912 in Sacramento, Kalifornien; † 21. August 1988) war eine US-amerikanische Künstlerin und Designerin. Zusammen mit ihrem Mann Charles Eames (1907–1978) hat sie mit ihrem Möbeldesign den Lebensstil des Nachkriegsamerikas und auch -europas beeinflusst. Zu ihren bekanntesten Entwürfen gehören der Lounge Chair und La Chaise.

## Leben, Ausbildung
1931 verließ Ray Kaiser ihren Geburtsort Sacramento, um die May Friend Bennet School in Millbrook, New York zu besuchen. Nach ihrem Abschluss siedelte sie 1933 nach Manhattan über. Lucinda Duble, ihre Kunstlehrerin an der Bennet School, studierte in den 1920er Jahren in München bei Hans Hofmann und öffnete Ray den Weg in Hofmanns Klasse in New York. Sie studierte bis 1939 bei ihm Malerei, nahm intensiv am blühenden Kulturleben New Yorks teil und nutzte diese Jahre des Studiums vor allem, um ihr Talent zur Komposition auszubauen. Hofmann förderte die Plastizität der Malerei. Ray wurde vom befreundeten Architekten Ben Baldwin als „von Hofmann besonders gemochte“ Schülerin bezeichnet. Bald entwickelte sie einen eigenen, nicht ganz abstrakten und doch Hofmanns Vorgaben folgenden Stil.
Von 1949 bis zu ihrem Tod lebte und arbeitete sie im Eames House in Pacific Palisades, Los Angeles.

## Werk

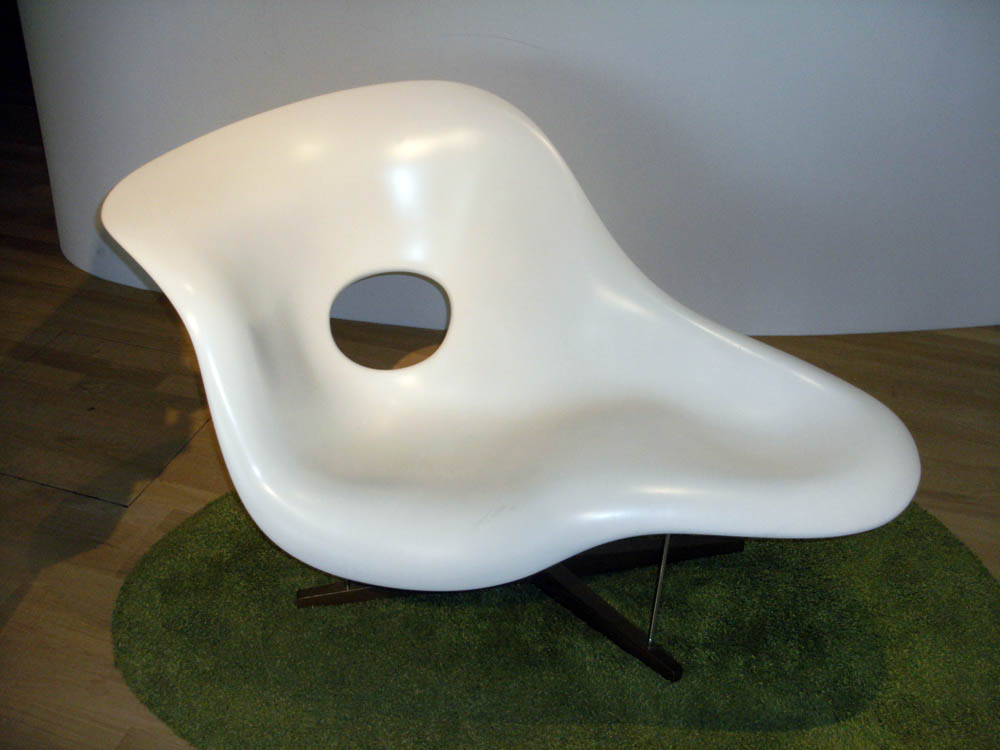
La Chaise, 1948

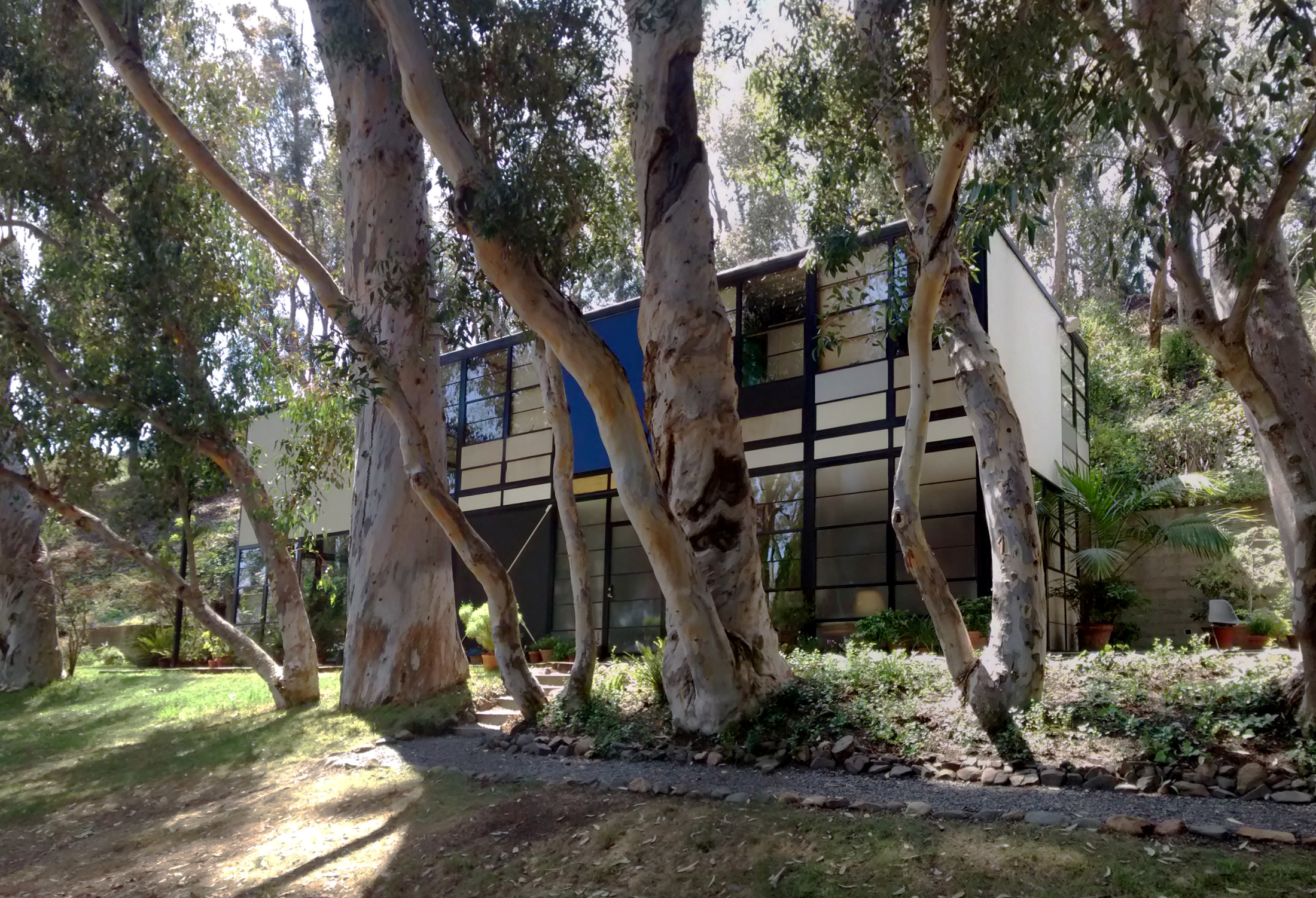
Eames House in Pacific Palisades

1937 nahm Ray als Mitglied der American Abstract Artists an der ersten Ausstellung in den Squibb Galleries in New York City bis 1940 alljährlich teil. 1940 zog es Ray in Richtung Kalifornien „um sich ein Haus zu bauen“. Bei einem Zwischenstopp an der Cranbrook Academy of Art mit vier Monaten Designstudium arbeitete sie zusammen mit Don Albinson und Harry Bertoia für Charles Eames und Eero Saarinen an den Schaubildern für die Ausstellungstafeln des „Organic Design in Home Furnishings“-Wettbewerb des Museum of Modern Art in New York. Dabei lernte sie Charles Eames wohl näher kennen und die beiden heirateten 1941. In dieser Partnerschaft brachte sich Ray als kreativer Teil ein, wurde aber von der Öffentlichkeit kaum bis gar nicht wahrgenommen. Allerdings gibt es einige Aussagen von Mitarbeitern und Zeitzeugen, die Charles den technischen Teil der Arbeit und Ray den ästhetischen zuordnen. Sie entwarfen zunächst gemeinsam Beinschienen, dann Möbel aus gebogenem Schichtholz und setzten später Kunststoffe ein.
Definitiv wird ihr der Entwurf der Liege „La Chaise“ (1948) zugeordnet. Der Entwurf dieser Liege (Chaiselongue) basiert auf einer von Gaston Lachaise entworfenen Skulptur „Floating Figure“, die sich in einer wolkenförmigen Sitzschale zurücklehnt. Für den „Organic Design in Home Furnishings“ Wettbewerb des Museum of Modern Art in New York wurde nur ein Prototyp gebaut, erst in den 1980er Jahren nahm man die Serienproduktion von vitra auf. Ebenso zugeschrieben werden ihr grafische und gebrauchsgrafische Arbeit wie Titelblätter für die Zeitschrift Arts & Architecture (1942–48) sowie der Hauptteil der Werbegrafik für Eames-Design bei Herman Miller (ab 1948).
Bis in die 1970er Jahre existierten wenig Quellen und Belege zum Beitrag von Ray Eames am Erfolg des Eames Office – zu sehr stand ihr Mann im Interesse der Medien. Nach dem Tod von Charles wurde das Büro 1978 aufgelöst. Ray setzte einige begonnene Projekte um, darunter eine deutsche Version der „Mathematica“-Ausstellung, arbeitete beratend bei IBM, widmete sich Buchprojekten und betreute als Hauptarchivarin den Nachlass. Im Vorwort zu dem Standardwerk, das Ray mit ihren ehemaligen Mitarbeitern John und Marilyn Neuhart herausgab, heißt es: „Ray war zu großen Teil verantwortlich für den Eames-Look. Ihr außergewöhnlich gutes Auge für Form und Farbe […] machte oft den Unterschied zwischen gut, sehr gut und 'Eames'.“
Auf einer Festveranstaltung des Vitra Design Museums in Weil am Rhein zu ihrem 100. Geburtstag im Dezember 2012 hieß es, dass die Rolle von Ray Eames im Wirken des Duos Charles und Ray Eames neu bewertet werden müsse: „Ray wusste, was Kunst war. Und Charles wusste, dass sie es wusste.“ Zu diesem Anlass wurde auch eine Straße auf dem Gelände des Architekturparks Vitra Campus der Vitra AG in Weil am Rhein als Ray-Eames-Straße benannt, die sich nun mit der Charles-Eames-Straße kreuzt.

## Möbeldesign (Auswahl)
- 1944 Formholztisch CTM (mit Charles Eames, Hersteller: Vitra)[6]
- 1946 Formholzsessel LCM (mit Charles Eames, Hersteller: Vitra)[6]
- 1956 Lounge Chair (mit Charles Eames, Hersteller: Vitra)[6]
- 1956 Stool (Hocker, Hersteller: Vitra)[6]
- 1958 Aluminiumsessel EA 124 (mit Charles Eames, Hersteller: Vitra)[6]

## Dokumentarfilm
- Ray und Charles Eames – Das Designerpaar des 20. Jahrhunderts. (OT: Eames: The architect and the painter.) Dokumentarfilm, USA, 2011, 52 Min., Buch und Regie: Jason Cohn und Bill Jersey, Produktion: Quest Productions, Bread and Butter Films, deutschsprachige Erstsendung: 23. Februar 2014 bei SRF, Reihe: Sternstunde Kunst, Inhaltsangabe vom SRF.